# Rettershain
Rettershain ist eine Ortsgemeinde im Rhein-Lahn-Kreis in Rheinland-Pfalz. Sie gehört der Verbandsgemeinde Nastätten an.

## Geographie
Rettershain liegt im Taunus auf dem Einrich. Zur Gemeinde gehören auch die Wohnplätze Birkenhof, Fichtenhof, Forsthof und Hof Heidert.

## Geschichte
Eine erste urkundliche Erwähnung findet Rettershain um 1160. Rettershain gehörte ab dem 14. Jahrhundert zum „Vierherrischen“ Gebiet. 1775 kam das Kirchspiel Oberwallmenach mit Lautert und Rettershain zu Hessen-Kassel. Von 1806 bis 1813 stand die Region und damit auch Rettershain unter französischer Verwaltung (pays réservé). Im Jahr 1816 kam der Ort in den Besitz des Herzogtums Nassau (Amt St. Goarshausen), das 1866 infolge des sogenannten Deutschen Krieges vom Königreich Preußen annektiert wurde.
Seit 1868 Teil der preußischen Provinz Hessen-Nassau, kam der Ort 1946 zum Land Rheinland-Pfalz. Seit 1972 gehört Rettershain der Verbandsgemeinde Nastätten an.
Nach dem Ersten Weltkrieg wurde der Ort im Rahmen der Alliierten Rheinlandbesetzung bis 1929 von französischen Truppen besetzt.
1921 wurde im Forst bei Rettershain ein vorgeschichtliches Hügelgrab mit drei Grabkammern ausgegraben.
Bevölkerungsentwicklung
Die Entwicklung der Einwohnerzahl von Rettershain, die Werte von 1871 bis 1987 beruhen auf Volkszählungen:
| Jahr | Einwohner |
| ---- | --------- |
| 1815 | 162       |
| 1835 | 240       |
| 1871 | 264       |
| 1905 | 290       |
| 1939 | 516       |

| Jahr | Einwohner |
| ---- | --------- |
| 1950 | 346       |
| 1961 | 292       |
| 1970 | 304       |
| 1987 | 316       |
| 1997 | 358       |

| Jahr | Einwohner |
| ---- | --------- |
| 2005 | 348       |
| 2011 | 346       |
| 2017 | 339       |
| 2023 | 311       |

## Politik

### Gemeinderat
Der Gemeinderat in Rettershain besteht aus acht Ratsmitgliedern, die bei der Kommunalwahl am 9. Juni 2024 in einer Mehrheitswahl gewählt wurden, und dem ehrenamtlichen Ortsbürgermeister als Vorsitzendem.

### Bürgermeister
Ortsbürgermeister von Rettershain ist Uwe Jannaschk. Bei der Direktwahl am 26. Mai 2019 wurde er mit einem Stimmenanteil von 85,79 % und am 9. Juni 2024 als einziger Bewerber mit 62,4 % jeweils für fünf Jahre wiedergewählt.

### Wappen
| Wappen von Rettershain | Blasonierung: „Von Blau und Gold geteilt durch einen schräglinks steigenden, silber-blau geteilten Wellenkeil, oben ein wachsender, goldbewehrter und fünfmal silber-rot geteilter Löwe, einen goldenen Reichsapfel haltend, unten ein grüner dreiblättriger Buchenzweig.“ |
| Wappen von Rettershain | Wappenbegründung: Im Ortswappen erinnert der Löwe in den hessischen Farben mit dem goldenen Reichsapfel sowie die Farben Blau und Gold an die ehemaligen territorialen Landesherren von Nassau. Der goldene Reichsapfel, der bereits 1621 im Schild des Oberwallmenacher Gerichtssiegels vorkommt, steht für die lange Zugehörigkeit Rettershains zum „Vierherrengericht“ bzw. „Hubengericht“ Oberwallmenach, er verbindet somit Rettershain eng mit den Nachbarorten Lautert und Oberwallmenach, die ebenfalls das alte Gerichtssiegelsymbol in ihrem Ortswappen führen. Der Buchenzweig weist auf die Lage des Ortes in einem Buchenwald (-hain) hin. Das Blau symbolisiert auch die Zugehörigkeit zum „Blauen Ländchen“, das seinen Namen den Blaufärbern verdankt. |